# Tricorythopsis rondoniensis
Tricorythopsis rondoniensis is een haft uit de familie Leptohyphidae. De wetenschappelijke naam van de soort is voor het eerst geldig gepubliceerd in 2009 door Dias, Cruz & Ferreira.
De soort komt voor in het Neotropisch gebied.